# Landtagswahlkreis Lauenburg-Süd
Der Landtagswahlkreis Lauenburg-Süd (Wahlkreis 35) ist ein Landtagswahlkreis in Schleswig-Holstein. Er umfasst vom Kreis Herzogtum Lauenburg die Städte Geesthacht und Lauenburg/Elbe, das Amt Lütau und vom Amt Hohe Elbgeest die Gemeinden Börnsen, Dassendorf, Escheburg, Hamwarde, Hohenhorn, Kröppelshagen-Fahrendorf, Wiershop und Worth. Zur Landtagswahl 2012 erhielt er als Wahlkreis 35 noch die übrigen Gemeinden des Amtes Hohe Elbgeest sowie die Stadt Schwarzenbek und das Amt Schwarzenbek-Land.

## Landtagswahl 2022
Die Landtagswahl 2022 ergab folgendes vorläufiges Ergebnisse:
| Gegenstand der Nachweisung | Gegenstand der Nachweisung | Erst- stimmen | Erst- stimmen | Zweit- stimmen | Zweit- stimmen |
| Bewerber                   | Partei                     | Anzahl        | %             | Anzahl         | %              |
| -------------------------- | -------------------------- | ------------- | ------------- | -------------- | -------------- |
| Wahlberechtigte            | Wahlberechtigte            | 71.132        | 71.132        | 71.132         | 71.132         |
| Wähler                     | Wähler                     | 38.978        | 38.978        | 38.978         | 38.978         |
| Ungültige Stimmen          | Ungültige Stimmen          | 577           | 1,5           | 294            | 0,8            |
| Gültige Stimmen            | Gültige Stimmen            | 38.401        | 98,5          | 38.684         | 99,2           |
| davon                      |                            |               |               |                |                |
| Andrea Tschacher           | CDU                        | 16.220        | 42,2          | 17.250         | 44,6           |
| Anika Pahlke               | SPD                        | 8.760         | 22,8          | 6.992          | 18,1           |
| Knut Suhk                  | GRÜNE                      | 6.911         | 18,0          | 6.349          | 16,4           |
| Martin Heinz von Zech      | FDP                        | 2.269         | 5,9           | 2,419          | 6,3            |
| Holger Stienen             | AfD                        | 2.353         | 6,1           | 2.196          | 5,7            |
| Klaus Euteneuer-Treptow    | DIE LINKE                  | 780           | 2,0           | 640            | 1,7            |
| –                          | SSW                        | –             | –             | 985            | 2,5            |
| –                          | PIRATEN                    | –             | –             | 105            | 0,3            |
| Christian Runge            | FREIE WÄHLER               | 1.108         | 2,9           | 403            | 1,0            |
| –                          | Die PARTEI                 | –             | –             | 260            | 0,7            |
| –                          | Z.                         | –             | –             | 39             | 0,1            |
| –                          | dieBasis                   | –             | –             | 457            | 1,2            |
| –                          | Die Humanisten             | –             | –             | 59             | 0,2            |
| –                          | Gesundheitsforschung       | –             | –             | 48             | 0,1            |
| –                          | Tierschutzpartei           | –             | –             | 357            | 0,9            |
| –                          | Volt                       | –             | –             | 125            | 0,3            |

Mit dem Ergebnis konnte die CDU zum ersten Mal seit 2009 wieder das Direktmandat im Wahlkreis 35 gewinnen. Neben der Landtagsabgeordneten Andrea Tschacher, die bereits Ende 2017 über die Landesliste in das Parlament nachgerückt war, schaffte kein weiterer Kandidat den Einzug über die Landesliste in den Kieler Landtag.

## Landtagswahl 2017
Die Landtagswahl 2017 ergab folgendes Ergebnisse:
| Direktkandidat        | Partei  | Erststimmen in % | Zweitstimmen in % |
| --------------------- | ------- | ---------------- | ----------------- |
| Andrea Tschacher      | CDU     | 35,6             | 31,0              |
| Kathrin Wagner-Bockey | SPD     | 36,0             | 30,4              |
| Uta Röpcke            | GRÜNE   | 7,8              | 10,4              |
| Jan-Marcus Rossa      | FDP     | 8,1              | 11,8              |
| Christoph Nagel       | PIRATEN | 1,4              | 0,8               |
| -                     | SSW     | –                | 1,3               |
| Volker Hutfils        | LINKE   | 3,4              | 3,8               |
| -                     | FAMILIE | –                | 0,9               |
| -                     | FW      | –                | 0,5               |
| Sabine Düllmann       | AfD     | 7,7              | 8,0               |
| -                     | LKR     | –                | 0,1               |
| -                     | PARTEI  | –                | 0,6               |
| -                     | Z.SH    | –                | 0,3               |

Neben der Wahlkreisabgeordneten Kathrin Wagner-Bockey von der SPD, die ihrem Parteifreund Olaf Schulze nachfolgte, wurde zunächst kein weiterer Abgeordneter über ein Listenmandat gewählt. Jedoch zogen mit der CDU-Kandidatin Andrea Tschacher, die am 17. Oktober 2017 für ihre in den Bundestag gewählte Parteifreundin Petra Nicolaisen nachrückte, und dem FDP-Kandidaten Jan-Marcus Rossa, der Sozialminister Heiner Garg als Abgeordneter nachfolgte, zwei weitere Kandidaten aus dem Wahlkreis in den Landtag nach. Nach ihrer Wahl zur Bürgermeisterin der Samtgemeinde Elbmarsch legte Wagner-Bockey ihr Mandat am 31. Oktober 2021 nieder.

## Landtagswahl 2012
Die Landtagswahl 2012 erbrachte folgendes Ergebnis:
| Direktkandidat       | Partei  | Erststimmen in % | Zweitstimmen in % |
| -------------------- | ------- | ---------------- | ----------------- |
| Olaf Schulze         | SPD     | 38,7             | 31,2              |
| Markus Matthießen    | CDU     | 35,6             | 30,0              |
| Klaus Tormählen      | GRÜNE   | 10,0             | 13,4              |
| Jörg Jungbluth       | PIRATEN | 8,7              | 9,0               |
| Rüdiger Tonn         | FDP     | 4,7              | 8,8               |
| Sabine Heinzel-Große | LINKE   | 2,5              | 2,6               |
| -                    | SSW     | -                | 2,0               |
| -                    | FAMILIE | -                | 1,2               |
| -                    | NPD     | -                | 1,1               |
| -                    | FW-SH   |                  | 0,6               |
| -                    | MUD     | -                | 0,1               |

Der SPD-Kandidat Olaf Schulze konnte das 2009 an die CDU verloren gegangene Mandat zurückerobern und vertrat wie bereits von 2005 bis 2010 den Wahlkreis direkt. Nach seiner Wahl zum Bürgermeister von Geesthacht legte er zum 1. Januar 2016 sein Mandat nieder. Der bisherige Wahlkreisabgeordnete Markus Matthießen (CDU) verpasste den Wiedereinzug in den Landtag, da sein Landeslistenplatz nicht ausreichte.

## Landtagswahl 2009
| Direktkandidat       | Partei  | Erststimmen in % | Zweitstimmen in % |
| -------------------- | ------- | ---------------- | ----------------- |
| Markus Matthießen    | CDU     | 35,3             | 30,4              |
| Olaf Schulze         | SPD     | 32,9             | 27,2              |
| Rüdiger Tonn         | FDP     | 9,9              | 14,1              |
| Klaus Tormählen      | GRÜNE   | 10,8             | 13,3              |
| -                    | SSW     | -                | 1,0               |
| Sabine Heinzel-Große | LINKE   | 7,6              | 8,1               |
| -                    | PIRATEN | -                | 1,7               |
| Kay Oelke            | NPD     | 1,7              | 1,5               |
| Carsten Lübbert      | FW-SH   | 1,7              | 1,0               |
| -                    | RENTNER | -                | 0,6               |
| -                    | FAMILIE | -                | 0,8               |
| -                    | RRP     | -                | 0,1               |
| -                    | IPD     | -                | 0,1               |

Der CDU-Kandidat Markus Matthießen konnte das Mandat erstmals seit dem Tod von Uwe Barschel 1987 für seine Partei zurückerobern und vertrat den Wahlkreis direkt. Der bisherige Wahlkreisabgeordnete Olaf Schulze (SPD) wurde über die Landesliste seiner Partei gewählt.

## Landtagswahl 2005
Die Landtagswahl 2005 ergab folgendes Ergebnisse:
| Gegenstand der Nachweisung | Gegenstand der Nachweisung | Erst- stimmen | Erst- stimmen | Zweit- stimmen | Zweit- stimmen |
| Bewerber                   | Partei                     | Anzahl        | %             | Anzahl         | %              |
| -------------------------- | -------------------------- | ------------- | ------------- | -------------- | -------------- |
| Wahlberechtigte            | Wahlberechtigte            | 43.758        | 43.758        | 43.758         | 43.758         |
| Wähler                     | Wähler                     | 27.192        | 27.192        | 27.192         | 27.192         |
| Ungültige Stimmen          | Ungültige Stimmen          | 721           | 2,7           | 431            | 1,6            |
| Gültige Stimmen            | Gültige Stimmen            | 26.471        | 97,3          | 26.761         | 98,4           |
| davon                      |                            |               |               |                |                |
| Olaf Schulze               | SPD                        | 11.507        | 43,5          | 11.014         | 41,2           |
| ?                          | CDU                        | 11.133        | 42,1          | 10.290         | 38,5           |
| ?                          | FDP                        | 1.563         | 5,9           | 1.753          | 6,6            |
| ?                          | GRÜNE                      | 1.489         | 5,6           | 1.653          | 6,2            |
| –                          | SSW                        | –             | –             | 384            | 1,4            |
| ?                          | NPD                        | 779           | 2,9           | 760            | 2,8            |
| –                          | FAMILIE                    | –             | –             | 222            | 0,8            |
| –                          | Übrige                     | –             | –             | 685            | 2,6            |

Der Wahlkreis wurde im Landtag durch den erstmals direkt gewählten Wahlkreisabgeordneten Olaf Schulze (SPD) vertreten.

## Bisherige Abgeordnete
Direkt gewählte Abgeordnete des Wahlkreises Lauenburg-Süd waren:
| Jahr | Direktkandidat        | Partei | Erststimmen in % |
| ---- | --------------------- | ------ | ---------------- |
| 2022 | Andrea Tschacher      | CDU    | 42,2             |
| 2017 | Kathrin Wagner-Bockey | SPD    | 36,0             |
| 2012 | Olaf Schulze          | SPD    | 38,7             |
| 2009 | Markus Matthießen     | CDU    | 35,3             |
| 2005 | Olaf Schulze          | SPD    | 43,5             |
| 2000 | Maren Kruse           | SPD    | 51,2             |
| 1996 | Birgit Küstner        | SPD    | 41,6             |
| 1992 | Birgit Küstner        | SPD    | 47,6             |
| 1988 | Udo Lumma             | SPD    | 54,5             |
| 1987 | Uwe Barschel          | CDU    | 47,1             |
| 1983 | Uwe Barschel          | CDU    |                  |
| 1979 | Uwe Barschel          | CDU    | 47,4             |
| 1975 | Uwe Barschel          | CDU    | 49,6             |
| 1971 | Uwe Barschel          | CDU    | 51,1             |
| 1967 | Paul Rohloff          | CDU    | 46,7             |
| 1962 | Paul Rohloff          | CDU    | 44,8             |
| 1958 | Paul Rohloff          | CDU    | 45,3             |
| 1954 | Hermann Franck        | SPD    | 38,0             |
| 1950 | Rudolf Basedau        | SPD    | 32,1             |